# 2022년 동계 올림픽 컬링 남자
2022년 동계 올림픽 컬링 남자 종목은 2022년 2월 9일부터 2월 19일까지 베이징시 베이징 국가수영센터에서 진행될 예정이다.

## 경기장
2022년 동계 올림픽 컬링 남자 경기는 개최 도시인 베이징시에 있는 베이징 국가수영센터에서 경기가 열릴 예정이다. 베이징 국가수영센터는 동계 올림픽 개최를 위해 수영장이 위치해 있던 곳에 컬링장을 구성하였다.
| 도시     | 경기장              | 비고    |
| -------- | ------------------- | ------- |
| 베이징시 | 베이징 국가수영센터 | 전 경기 |

## 경기 일정
경기 시간은 중국 표준시 (UTC+8) 기준이다.
| 날짜            | 요일   | 시간  | 구분               | 비고                 |
| --------------- | ------ | ----- | ------------------ | -------------------- |
| 2022년 2월 9일  | 수요일 | 20:05 | 남자 예선 세션 1   | 예선전               |
| 2022년 2월 10일 | 목요일 | 14:05 | 남자 예선 세션 2   | 예선전               |
| 2022년 2월 11일 | 금요일 | 9:05  | 남자 예선 세션 3   | 예선전               |
| 2022년 2월 11일 | 금요일 | 20:05 | 남자 예선 세션 4   | 예선전               |
| 2022년 2월 12일 | 토요일 | 14:05 | 남자 예선 세션 5   | 예선전               |
| 2022년 2월 13일 | 일요일 | 9:05  | 남자 예선 세션 6   | 예선전               |
| 2022년 2월 13일 | 일요일 | 20:05 | 남자 예선 세션 7   | 예선전               |
| 2022년 2월 14일 | 월요일 | 14:05 | 남자 예선 세션 8   | 예선전               |
| 2022년 2월 15일 | 화요일 | 9:05  | 남자 예선 세션 9   | 예선전               |
| 2022년 2월 15일 | 화요일 | 20:05 | 남자 예선 세션 10  | 예선전               |
| 2022년 2월 16일 | 수요일 | 14:05 | 남자 예선 세션 11  | 예선전               |
| 2022년 2월 17일 | 목요일 | 9:05  | 남자 예선 세션 12  | 예선전               |
| 2022년 2월 17일 | 목요일 | 20:05 | 남자 준결승        | 준결승전             |
| 2022년 2월 18일 | 금요일 | 14:05 | 남자 동메달 결정전 | 결승전/동메달 결정전 |
| 2022년 2월 19일 | 토요일 | 14:05 | 남자 결승          | 결승전/동메달 결정전 |

## 참가국
- 캐나다
- 중화인민공화국
- 덴마크
- 영국
- 이탈리아
- 노르웨이
- 러시아 올림픽 위원회
- 스웨덴
- 스위스
- 미국

| 포지션 | 캐나다              | 중화인민공화국       | 덴마크                | 영국               | 이탈리아            |
| ------ | ------------------- | -------------------- | --------------------- | ------------------ | ------------------- |
| 스킵   | 브래드 구슈         | 마슈웨               | 미켈 크라우세         | 브루스 마우엇      | 조엘 레토르나츠     |
| 서드   | 마크 니컬스         | 쩌우창               | 마스 뇌르고르         | 그랜트 하디        | 아모스 모사네르     |
| 세컨드 | 브렛 갤런트         | 왕즈위               | 헨리크 홀테르만       | 보비 래미          | 세바스티아노 아르만 |
| 리드   | 제프 워커           | 쉬징타오             | 카스페르 빅스텐       | 해미 맥밀런 주니어 | 시모네 고닌         |
| 핍스   | 마크 케네디         | 장둥쉬               | 토비아스 투네         | 로스 화이트        | 마티아 조바넬라     |
| 포지션 | 노르웨이            | 러시아 올림픽 위원회 | 스웨덴                | 스위스             | 미국                |
| 스킵   | 스테펜 발스타       | 세르게이 글루호프    | 니클라스 에딘         | 브누아 슈바르츠    | 존 슈스터           |
| 서드   | 토르게르 네르고르   | 예브게니 클리모프    | 오스카르 에릭손       | 스벤 미헬          | 크리스 플라이스     |
| 세컨드 | 마르쿠스 회이베르그 | 드미트리 미로노프    | 라스무스 브라노       | 페터 데 크루즈     | 맷 해밀턴           |
| 리드   | 망누스 보그베르그   | 안톤 칼랄프          | 크리스토페르 순드그렌 | 발렌틴 타너        | 존 랜드스타이너     |
| 핍스   | 망누스 네드레고텐   | 다닐 고랴체프        | 다니엘 망누손         | 파블로 라샤        | 콜린 허프먼         |

## 예선
틀:2022년 동계 올림픽 남자 컬링

### 요약
틀:2022년 동계 올림픽 남자 컬링 결과

### 세션 1
2월 9일 수요일 20시 5분

### 세션 2
2월 10일 목요일 14시 5분

### 세션 3
2월 11일 금요일 9시 5분

### 세션 4
2월 11일 금요일 20시 5분

### 세션 5
2월 12일 토요일 14시 5분

### 세션 6
2월 13일 일요일 9시 5분

### 세션 7
2월 13일 일요일 20시 5분

### 세션 8
2월 14일 월요일 14시 5분

### 세션 9
2월 15일 화요일 9시 5분

### 세션 10
2월 15일 화요일 20시 5분

### 세션 11
2월 16일 수요일 14시 5분

### 세션 12
2월 17일 목요일 9시 5분

## 본선
|  | 준결승전 | 준결승전 | 준결승전 |  |  | 금메달 결정전 | 금메달 결정전 | 금메달 결정전 |
|  |          |          |          |  |  |               |               |               |
|  | 1        | 영국     | 8        |  |  |               |               |               |
|  | 4        | 미국     | 4        |  |  |               |               |               |
|  |          |          |          |  |  | 1             | 영국          | 4             |
|  |          |          |          |  |  | 2             | 스웨덴        | 5             |
|  | 2        | 스웨덴   | 5        |  |  |               |               |               |
|  | 3        | 캐나다   | 3        |  |  | 동메달 결정전 | 동메달 결정전 | 동메달 결정전 |
|  |          |          |          |  |  |               |               |               |
|  |          |          |          |  |  | 4             | 미국          | 5             |
|  |          |          |          |  |  | 3             | 캐나다        | 8             |

### 준결승전
2월 17일 목요일 20시 5분

### 동메달 결정전
2월 18일 금요일 14시 5분

### 결승전
2월 19일 토요일 14시 5분

## 결과
| 종목      | 금     | 은   | 동     |
| 컬링 남자 | 스웨덴 | 영국 | 캐나다 |

## 같이 보기
- 2022년 동계 올림픽
- 2022년 동계 올림픽 컬링
- 2022년 동계 올림픽 컬링 여자
- 2022년 동계 올림픽 컬링 믹스더블